# Littérature coréenne

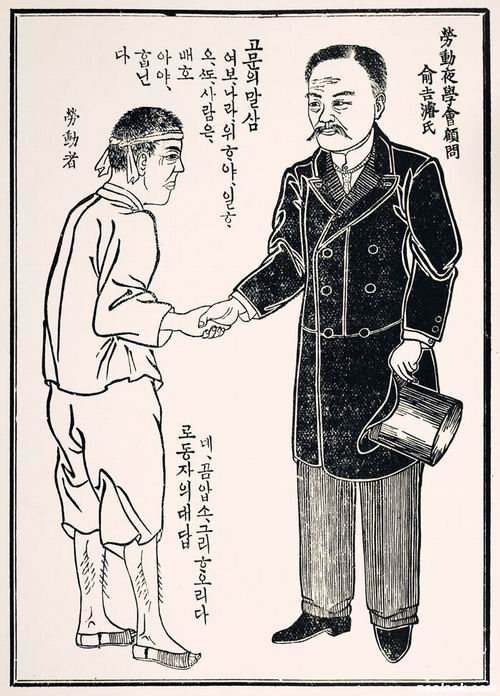
L'un des premiers manhwas (1908).

La littérature coréenne consiste dans les ouvrages écrits en coréen.
Depuis la fin de la Seconde guerre mondiale, deux États se partagent cet espace géographique, la Corée du Nord (25 000 000 Nord-Coréens dans les années 2020) et à la Corée du Sud (52 000 000 Sud-Coréens). Ces deux pays avaient auparavant une histoire littéraire commune et continuent de partager une langue, même si la politique de fermeture de la Corée du Nord empêche la plupart des échanges.
Pendant longtemps, la littérature coréenne est écrite exclusivement en caractères chinois. Vers 1443-1446, sur l'initiative du roi Sejong, un alphabet propre à la langue coréenne est créé, le hangeul. Les caractères chinois continuent néanmoins d'être utilisés jusqu'au XXe siècle.

## Textes en chinois
- Hyangga (700-900c)
- Hyecho
- Jewang Ungi (1287)
- Wang ocheonchukguk jeon (8e siècle)
- Annales de la dynastie Joseon (1413-1865)
- Jikji, premier livre imprimé (au monde) (1377)

Kim Si-seup (1435-1493), est l'auteur du premier roman coréen (écrit en chinois classique).

## La littérature des débuts de l'ère Choson (1392-1592)
Afin de populariser le nouvel alphabet hangeul, le roi Sejong encourage la rédaction des premiers ouvrages exclusivement en coréen : 
- Les chants des dragons s'envolant vers le ciel constituent un ensemble de 125 chants en vers qui célèbrent l'avènement de la dynastie Choson ;
- les Épisodes de la vie de Sakyamuni, composés en 1447, sont une biographie de Bouddha ;
- reflétant au contraire l'encouragement du confucianisme par la nouvelle dynastie (au détriment du bouddhisme), l'Anthologie des lettres de l'Est est une compilation de plus de quatre mille textes réalisée jusqu'à la fin du XVe siècle, laquelle permet de fixer des textes antérieurs de la littérature coréenne en la distinguant de la littérature chinoise.

Les ouvrages de Yi I mettent l'accent sur la nécessité des réformes sociales et militaires.
Le principal auteur coréen des débuts de la dynastie Choson est Jeong Cheol (1536-1593), auteur notamment du Chant de Kwangdong, poème (gasa) en dix-huit parties qui célèbre les beautés de la nature coréenne.

## De la première invasion japonaise (1592) à la prise de Pékin (1860), symbole de l'ouverture forcée sur l'Occident

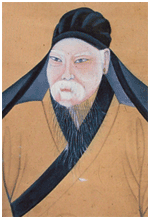
Pak Chi-won.

Les invasions japonaises (1592-1598), repoussées, ont inspiré la poésie patriotique de Pak Il-lo (ko), tandis qu'apparaît une littérature réaliste, illustrée notamment par les poèmes kosa de Yun Seondo (1587-1671) qui suivent la vie d'un pêcheur, d'un agriculteur ou d'un lettré en harmonie avec la nature.
La Légende de Hong Gildong, écrite vers 1608-1613 et généralement attribuée à Heo Gyun, raconte l'histoire d'un enfant illégitime d'un ministre du roi Sejong. Elle est considérée comme le premier roman coréen, écrit en hangeul.
À la fin du XVIIe siècle, le mouvement baptisé ultérieurement Silhak (mouvement du Savoir, ou de la Pensée, ou de l'École, Pratique) et lancé par Yi Su-gwang prend forme en tant que critique de l'immobilisme néo-confucéen, qui n'a pas su faire face efficacement aux invasions étrangères (japonaises puis mandchoues). 
Les auteurs du Silhak appellent à des réformes inspirées du modèle chinois, tout en critiquant la corruption des aristocrates. Pak Ji-won (1737-1805) raconte la vie de héros ordinaires, sur un ton non dénué d'humour.
Au début du XVIIIe siècle se fixe la forme du pansori, récit coréen chanté traditionnel, dont seulement six pièces nous sont parvenues grâce au travail de Sin Chae-hyo (1812-1884).
Jusqu'au XVIIIe siècle, la littérature est très majoritairement écrite par et pour les nobles (yangban) en utilisant les caractères chinois (hanja) qui ne sont pas lus par la majorité de la population. À partir de la fin du XVIIIe siècle ou du début du XIXe siècle, des œuvres de fiction romanesque (dont La Légende de la reine Inhyeon) sont publiées en hangeul et visent un large public, plus uniquement les nobles. Les auteurs cherchent à raconter des histoires qui plaisent à leur lectorat et à vendre leurs romans. Le style et le contenu de ces œuvres diffèrent des œuvres écrites par les nobles : les nobles écrivent en sinogramme des traités philosophiques et de la poésie, alors que les œuvres en hangeul sont des romans,.

## Le tournant moderne (1860-1905)
Forcée de s'ouvrir sur l'Occident à la fin du XIXe siècle, la Corée se modernise techniquement et s'ouvre aux idées occidentales (via le Japon). La littérature des Lumières s'inscrit dans la pensée Kaehwa (pensée des Lumières) qui désigne une ouverture aux idées et aux cultures nouvelles, étrangères : les "Observations lors d'un voyage à l'Ouest", écrites en prison en 1885 par Yu Kil-chun (1856-1914), constituent un plaidoyer de sciences politiques pour un État moderne.
Dans ce contexte où la prédominance de la culture chinoise recule au profit d'autres influences, notamment pro-japonaises, le premier journal en hangeul paraît en 1896 : L'Indépendant de Philip Jaisohn (So Chae-pil, 1864-1951).
À la fin de ce siècle, Maurice Courant publie un catalogue en quatre volumes décrivant 3821 livres parus en Corée avant 1899 : la Bibliographie coréenne.

## L'occupation japonaise (1905-1945)

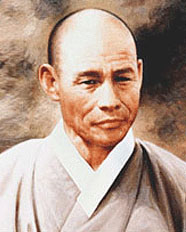
Han Yong-un.

Sous l'occupation japonaise (1905-1945), les écrivains pro-japonais développent notamment une approche social-darwinienne, selon laquelle les sociétés humaines seraient sélectionnées par une lutte sociale. La poésie du collaborateur avec les Japonais (après avoir été un des rédacteurs de la déclaration d'indépendance du 1er mars 1919, avec Yi Kwang-su et Han Yong-un) Choe Nam-seon (1890-1957), qui lance en 1908 la revue Sonyon, est marquée par un renouvellement formel et thématique, privilégiant la jeunesse et la puissance.
Sous l'occupation japonaise, une nouvelle génération d'écrivain va établir la littérature coréenne moderne. Ces écrivains sont formés dans les universités japonaises où ils étudient les littératures modernes japonaise et occidentales. La première publication de la littérature coréenne moderne est généralement attribuée à Yi Kwang-su qui publie en 1917 le premier épisode de son roman Mujeong (ko) dans le journal Maeil sinbo (en). D'autres écrivains Yom Sang-seop, Kim Dong-in et Chae Man-sik participent à ce mouvement de fondation. En même temps, la littérature classique, attachée à la dynastie déchue Joseon, perd son attrait auprès du public
Dans la résistance à l'occupation japonaise, Shin Chae-ho (1880-mort en prison en 1936) théorise le concept de "juche", autonomie et indépendance de soi qui implique le rejet des influences étrangères. 
Les modernistes investissent également les champs du théâtre, marqué par la représentation en 1906 de Larmes de sang de Yi In-jik (ko), et du cinéma naissant, pour renouveler les formes d'expression traditionnelles. 
Le nombre de revues, ouvertes aux différentes influences étrangères (notamment le surréalisme et le dadaïsme), cultivant le réalisme, augmente régulièrement, jusqu'à leur interdiction par les autorités japonaises. De nombreux écrivains s'engagent sur le terrain politique, opposés aux Japonais, comme Kim Ok (en), Kim So-wol et Han Yong-un et les membres de la Fédération coréenne des artistes prolétariens (ko) (acronyme en espéranto : KAPF, Korea Artista Proleta Federacio), fondée en 1925 et engagée à gauche, représentée notamment par Im Hwa (ko), Han Sŏrya, Ch'oe Sŏ-hae et Kim Tong-hwan (ko).
Les tensions politiques entre les différents groupes sont fortes et se poursuivent après 1945 puis dans le contexte de la division de la Corée, malgré une tentative d'unification dans la résistance au sein du mouvement Singanhoe (Société du nouveau rameau).
À la fin de l'occupation japonaise, si l'usage obligatoire du japonais et l'adoption de noms japonais limitent les possibilités d'expression culturelles proprement coréennes, plusieurs auteurs coréens commencent à se distinguer, dont Kim Ki-rim (en) et Chae Man-sik.
- Yi Sang (1910-1937), poète ; représente la modernité en littérature. En 1934, il intègre le Groupe des Neuf qui prône la littérature pure. Aujourd'hui, le prix Yi Sang, très recherché, récompense la nouvelle de l'année.
- Kim Yu-jong (1908-1937), nouvelliste ; d'une vie et d'une œuvre, coupées net par la tuberculose, il consacre sa courte carrière littéraire à décrire la vie humble des paysans coréens et les relations entre hommes et femmes.

## La littérature sud-coréenne depuis 1945
Les désillusions après la division du pays, les destructions liées à la guerre de Corée, et l'établissement de régimes autoritaires (au pouvoir en Corée du Sud de 1948 à 1987, à l'exception de la brève parenthèse démocratique de 1960-1961) se traduisent par un nouvel essor du réalisme, dont une des expressions est le roman historique, notamment ceux de Hwang Sun-won (1915-2000) et Park Chong-hwa (1901-1981). L'association des écrivains coréens regroupe les auteurs proches du régime militaire (1961-1987).
Kim Soo-yong (1921-1968) est un des précurseurs d'un nouveau courant moderniste qui s'attache à décrire les bouleversements économiques et sociaux de la Corée du Sud au rythme d'une industrialisation et d'une urbanisation rapides après 1960. Hwang Sok-yong (né en 1943) développe ensuite une littérature réaliste et militante qui décrit notamment la vie des plus pauvres ; une démarche historique et politique inspire un autre partisan de la réunification de la Corée, Ko Un (1933-). 
Une description réaliste des conséquences de l'industrialisation est faite par les écrivains du mouvement minjung (en), parmi lesquels Cho Se-hui (1942-2022) et Yi Mun-yol (né en 1948). Choi Seungho (né en 1954) décrit la déshumanisation de Séoul.
La littérature contemporaine réexplore également la culture populaire traditionnelle, à l'instar de Shin Kyeong-nim (né en 1935) dont la poésie s'inspire des chants paysans. La musique — en particulier la musique classique — exerce une forte influence sur le poète Cho Jung-kwon (1949-2017).

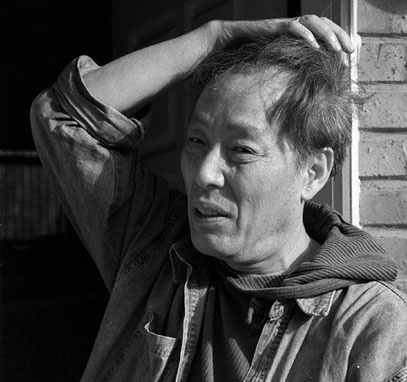
Lee Ze-ha (1937-).

Yi Chong-jun (1939-2008) développe une littérature conceptuelle, où le récit cède le pas devant la description des évolutions de la conscience.
Dans les années 1980, la répression du soulèvement de Gwangju encourage de nouvelles formes d'écriture politique insistant sur le devoir de mémoire, notamment dans les œuvres de Ch'oe Yun, née en 1953, et de Lim Chul-woo, né en 1954.
Au cours des années 1990, le postmodernisme de Song Kon-ho (ko) et Kang Man-gil (1933-) est marqué par une inscription dans l'histoire nationale, notamment dans son opposition aux États-Unis.
Les prix littéraires les plus prestigieux sont le Prix Daesan (depuis 1993), le Prix Dong-in (depuis 1955) et le Prix Yi Sang (depuis 1977). À ceux-ci viennent s'ajouter le Prix Gongcho, le Prix Hwang Sun-won, le Prix de littérature contemporaine (Hyundae Munhak), le prix Manhae, le Prix Midang et le Prix Woltan (1966-2001).
Il existe aussi plusieurs récompenses renommées pour la poésie : le Prix de l'Association des poètes coréens, le Prix Jeong Ji-yong, le Prix Kim Soo-young, le Prix Poésie contemporaine et le Prix de poésie Sowol.
La romancière et poétesse Han Kang obtient en 2024 le prix Nobel de littérature, le premier pour un auteur sud-coréen. Ce prix permet à la littérature sud-coréenne de se faire connaître à l'échelle mondiale, comme d'autres productions culturelles sud-coréennes. En 2023, 520 000 œuvres de fictions sont vendues hors-Corée du Sud. En 2024, ce chiffre dépasse 1,2 million dont plus de 310 000 exemplaires pour les romans de Han Kang. Les romans de Kim Ji-yun, Lee Mi-ye (de), Hwang Bo-reum, Kim Ho-yeon (de), Lee Young-do (en) et Sohn Won-pyung (en) dépassent chacun plus de 20 000 exemplaires vendus.

## La littérature nord-coréenne depuis 1945
Après 1945, la littérature nord-coréenne est d'abord représentée par des écrivains de gauche qui avaient lutté contre l'occupation japonaise, notamment au sein de la KAPF.
Hong Myong-hi (1888-1968), Han Sŏrya (1900-1976), Kim Tong-hwan (ko) (1901-1958), Jeong Ji-yong (1902-1950), Kim Ki-rim (en) (1907-1950) et O Chang-hwan (ko) (1918-1951) font partie des écrivains de la génération de l'entre-deux-guerres qui ont rejoint la Corée du Nord.
Han Sŏrya a présidé la Fédération de littérature et des arts de Corée (en) du Nord.
Hong Myong-hi est devenu vice-premier ministre de la république populaire démocratique de Corée, après avoir embrassé la carrière d'écrivain pour protester contre l'interdiction de la langue coréenne par les Japonais pendant l'occupation de la Corée. Son petit-fils, Hong Sok-jung (né en 1941), est également écrivain.
Choi Myung-ik (né en 1903, date de mort inconnue), représentant du courant moderniste des années 1930, est aussi publié en Corée du Sud.
En 2011, le roman Des amis (écrit en 1988) de Baek Nam-Ryong (né en 1949) est le premier ouvrage nord-coréen publié en France (et en Europe). 
Parmi les autres auteurs nord-coréens, citons :
- Kim Du-bong (1886-1958)
- Pak Se-yong (1902-1989)
- Baek Sok (1912-1995)
- Ri Tong-chun (1925-1988)
- Rim Kun-tan (dates inconnues)